# Ignacy Wróbel
Ignacy Wróbel (5. dubna 1862 Stara Wieś v okrese Rzeszów – 14. listopadu 1941 Krakov) byl rakouský politik polské národnosti z Haliče, na počátku 20. století poslanec Říšské rady.

## Biografie
V době svého působení v parlamentu se uvádí jako náměstek ředitele státních drah v Czatkowicích. nebo vrchní inspektor státních drah ve Stanislavově. Pocházel z rolnické rodiny. V roce 1882 absolvoval gymnázium v Rzeszowě a v roce 188 právnickou fakultu Jagellonské univerzity. Roku 1894 získal titul doktora práv. Pracoval jako úředník u drah.
Okolo roku 1907 se začal angažovat v Polské lidové straně a od roku 1910 byl členem jejího předsednictva. Po rozkolu v Polské lidové straně přešel do Polské lidové strany „Piast”, v níž roku 1914 působil jako člen předsednictva.
V červenci 1914 ovšem přestoupil do konkurenční Polské lidové strany levice, respektive odešel z skupiny okolo Władysława Długosze k okruhu okolo Jana Stapińského. Byl v ní pak aktivní během první světové války a ještě v roce 1918. Po vzniku samostatného Polska se ale vrátil do Polské lidové strany „Piast”.
Působil také coby poslanec Říšské rady (celostátního parlamentu Předlitavska), kam usedl ve volbách do Říšské rady roku 1911, konaných podle všeobecného a rovného volebního práva. Byl zvolen za obvod Halič 35.
Po volbách roku 1911 byl na Říšské radě členem poslaneckého Polského klubu. Uvádí se jako člen Polské lidové strany. V roce 1917 jako nestraník, ale člen Polského klubu.
Od roku 1925 do roku 1927 byl členem předsednictva Polské lidové strany „Piast”, ale výrazněji politicky aktivním již nebyl.